# 大百合屬
大百合屬是百合科之下的一個屬，其中包含3個物種，分佈於喜馬拉雅地區和亞洲東部，常生長於森林地帶，有球莖，一年生植物。大百合屬與一般百合很相近，但是有不同的地方，例如大百合屬的葉片呈現心型。另外大百合屬裡的大百合（Cardiocrinum giganteum）是所有百合裡最大的百合，可高至3.5公尺，是百合中的珍品之一，而且鳞茎和果实可食用或入药。
学名Cardiocrinum由两部分组成，cardia意为心臟，crinum意为百合，均出自希腊语。

## 下属物种
本属包括以下物种：
- 蕎麥葉大百合 Cardiocrinum cathayanum (E.H.Wilson) Stearn
- 日本大百合 Cardiocrinum cordatum (Thunb.) Makino
  - Cardiocrinum cordatum var. glehnii
- 大百合 Cardiocrinum giganteum (Wall.) Makino
  - 雲南大百合 Cardiocrinum giganteum var. yunnanense

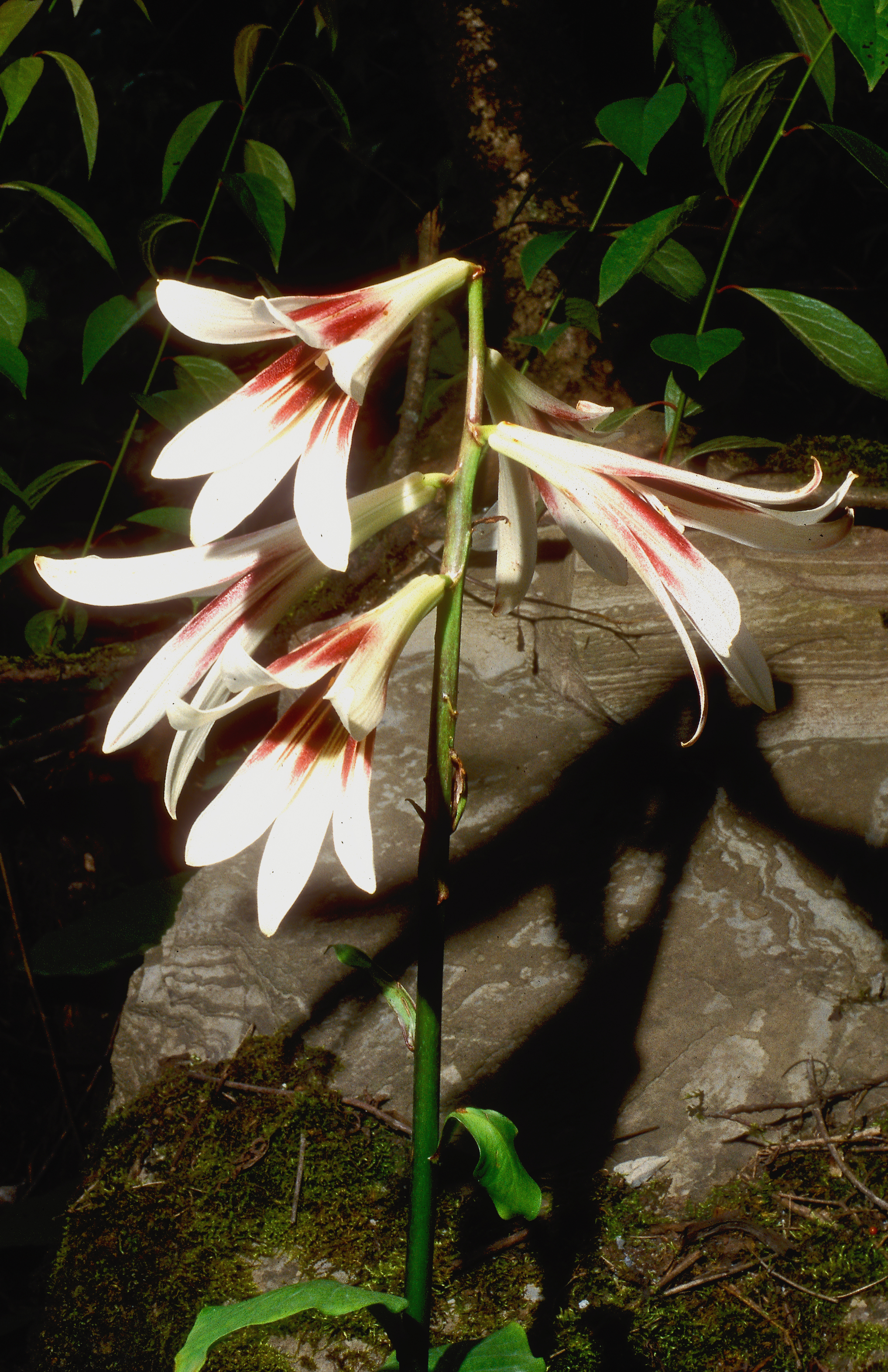
大百合
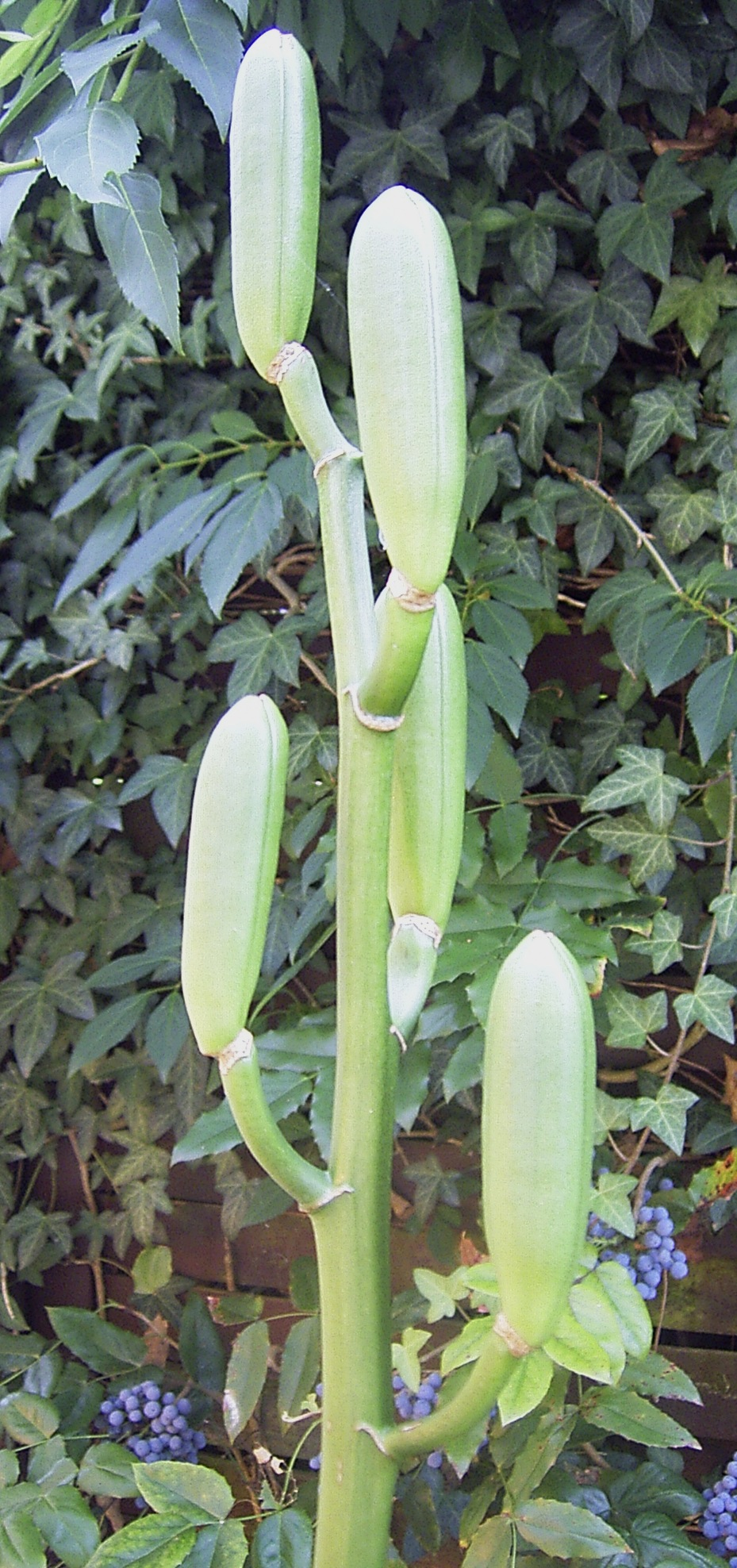
大百合果实
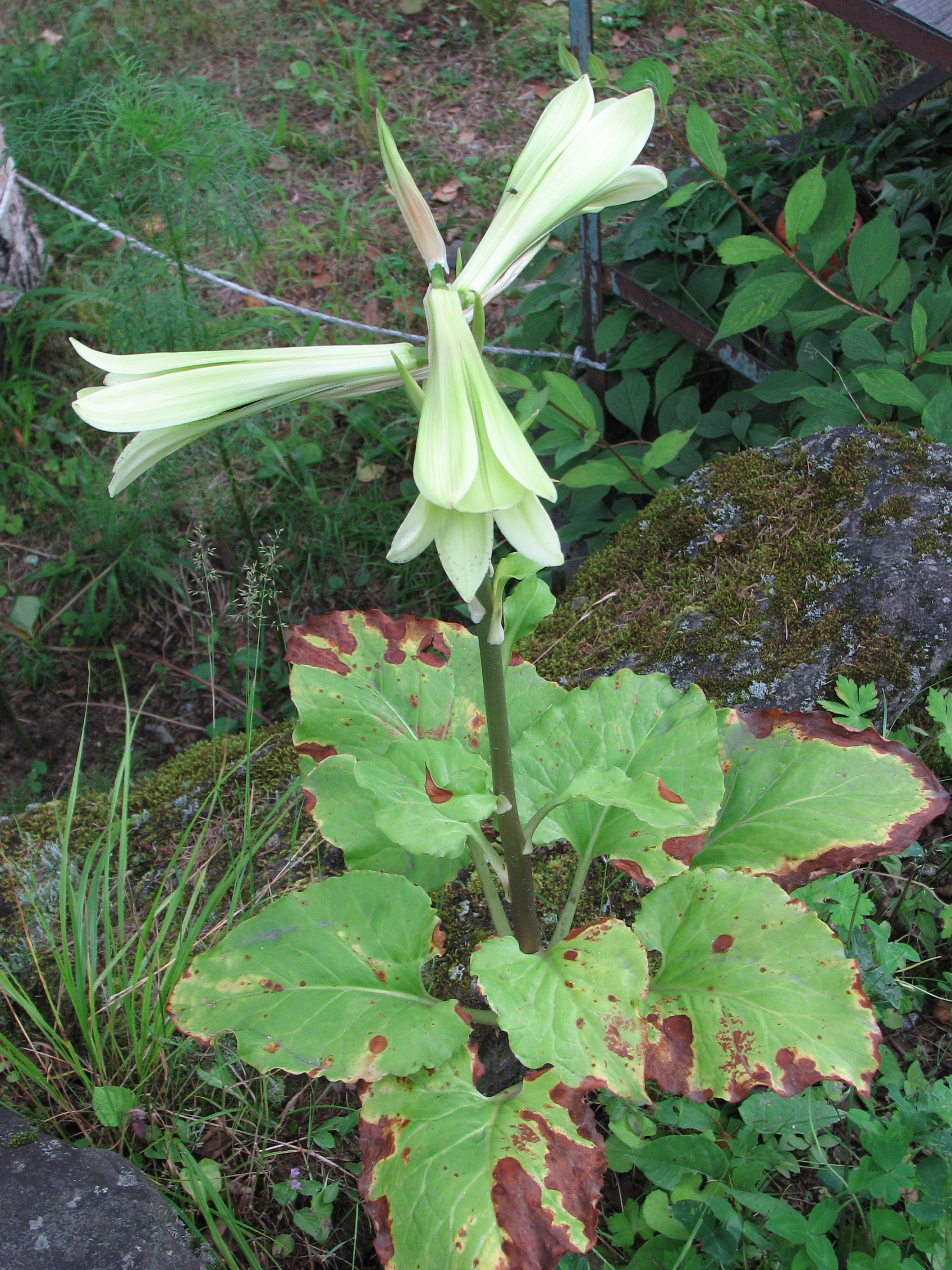
日本大百合
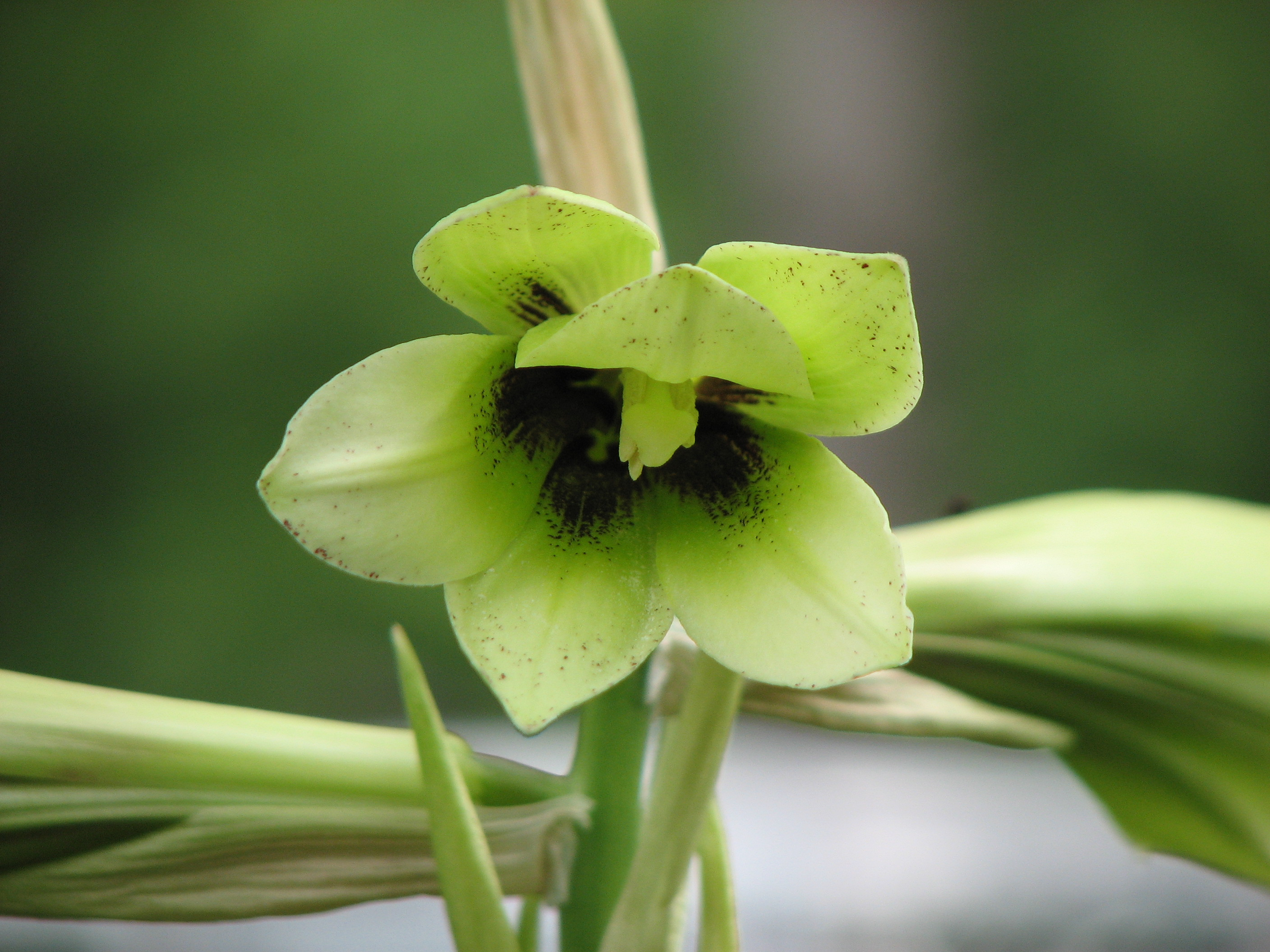
日本大百合特写
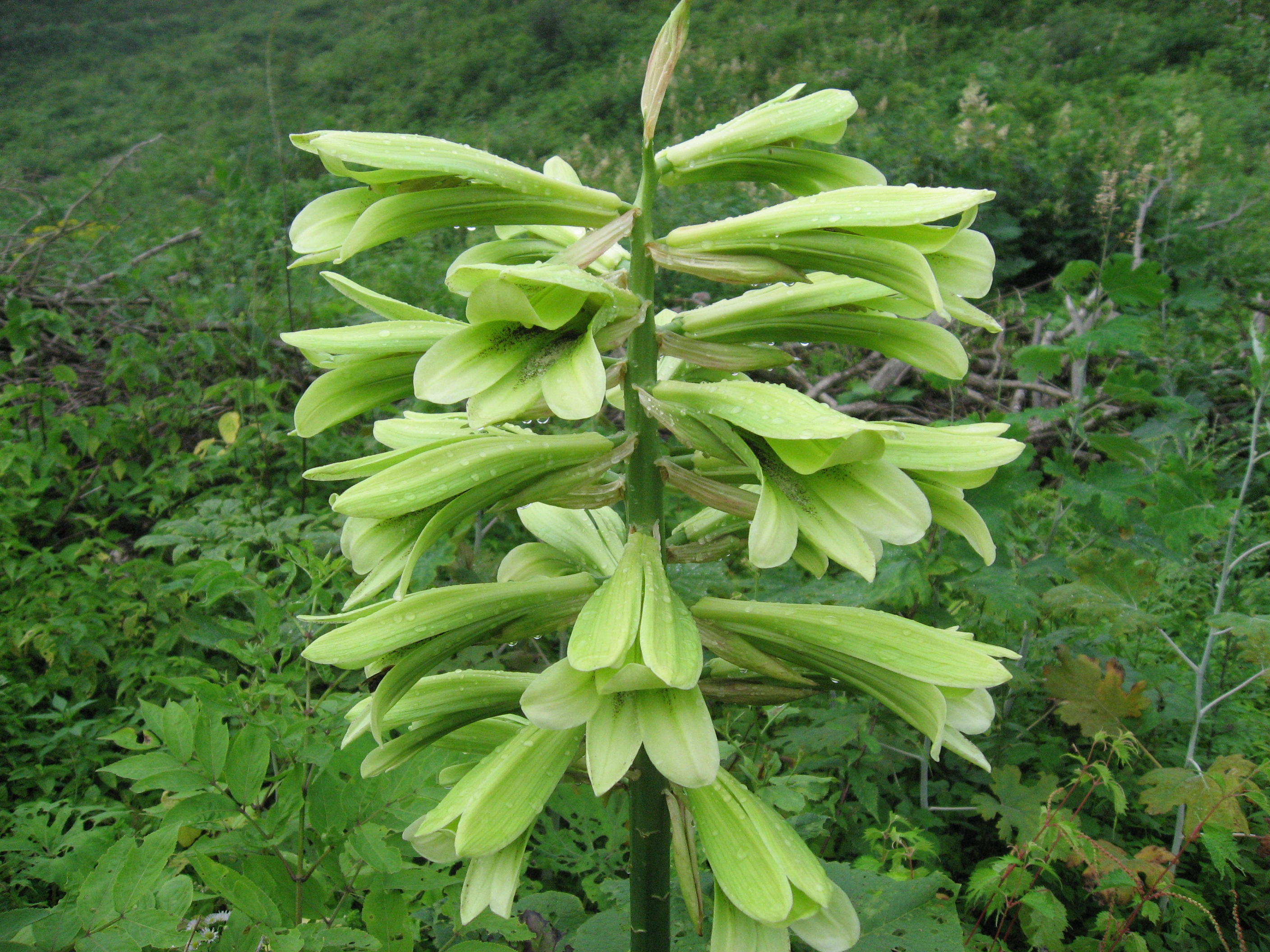
日本大百合（变种）
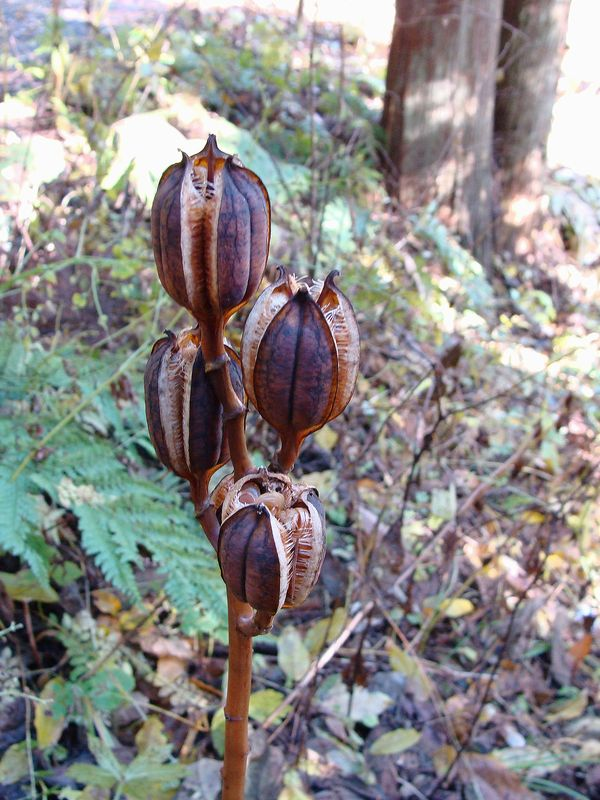
日本大百合（变种）裂开的果实
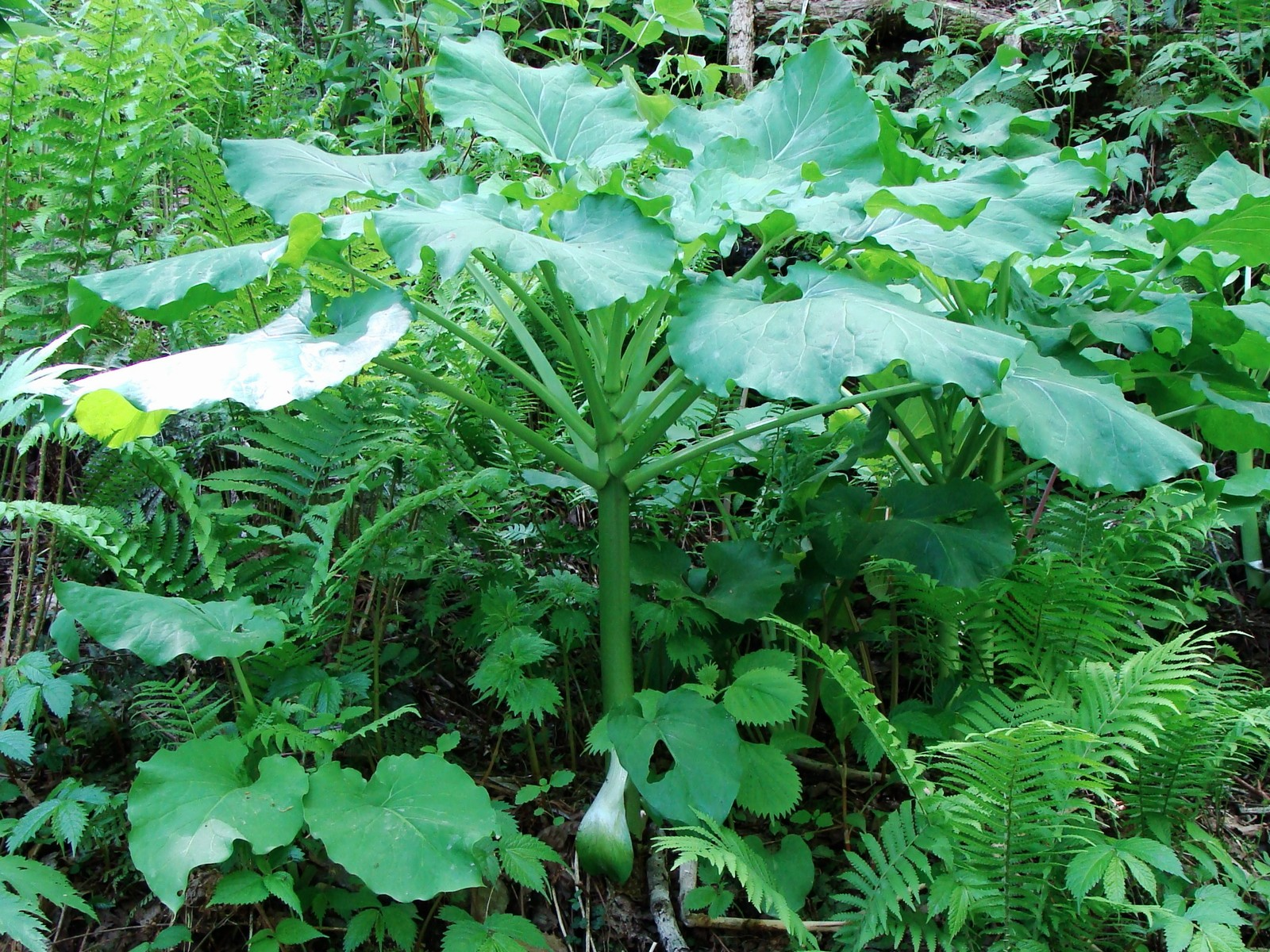
日本大百合（变种）植株